# Jahm ibn Safwan
Jahm ibn Safwan (n. secolul I AH, Al-Kūfa, Irak - d. 128 AH) a fost un teolog și politician islamic din timpul perioadei istorice a dinastiei omeiade.
Este cunoscut și ca Abu Mihriz. S-a născut în Kufa dar apoi s-a stabilit în Khurasan în timpul primului secol al Hegirei. A murit în anul 746 (128 AH) sau 745 după altă sursă (Imaldaldin Al-Jubouri). Nu s-au păstrat scrieri ale lui Jahm bin Safwan.

## Jahm ibn Safwan - fondator al sectei al jahmiyah (secta jahmită)
Jahm bin Safwan este un "inovator care a fondat propria sa secta numită al jahmiyyah (secta jahmită), a cărei doctrină are câteva puncte comune cu aceea a mu’taziliților în ceea ce privește Atributele Divine și crearea Coranului și cu jabriții în ceea ce privește fatalismul". Jahmismul a susținut că Allah este peste tot prin Esența Lui, ceea ce presupune că esența nobilă a Creatorului se găsește chiar și în impuritățile sale. În cartea „The Construction of Orthodoxy and Heresy Neo-Confucian, Islamic, Jewish, and Early Christian Patterns” John B. Henderson a menționat că jahmiții au fost presupuși a fi o sectă de jabriți. A învățat de la Ja’d Ibn Dirham, care a fost, conform lui Ibn Kathir al Hafiz, primul în concepția căruia Coranul a fost creat. Jahm bin Safwan a citit multe cărți de filosofie greacă. S-a stabilit în Khurasan în orașul Tirmidh unde a predat doctrina sa adepților.

## Jahm ibn Safwan și școala Mu'tazila
Jahm bin Safwan a fost de acord cu mu’tazilismul prin negarea existenței Atributelor eterne ale lui Allah. A murit după ce a fost condamnat la moarte în 128 AH (anul Hagirei) pentru necredință și tulburări. A fost declarat necredincios prin consens. Mai multe comunități au declarat că este necredincios, de exemplu Ash’ari și Qadarii. Aceștia din urmă l-au declarat necredincios după ce Jahm bin Safwan a afirmat că Allah este creatorul actelor sclavilor. Imadaldin Al-Jubouri l-a inclus pe Jahm ibn Safwan în primul grup de gânditori mu’tazili, grup în care au mai fost incluși și Mahad al-Juhni, al-Ju’d ibn Drhim și Ghāylan ibn Marwan al-Dimashqi. "În primul grup de gânditori Mu'tazili au fost Mabad al-Juhni (d. 702 d.C.), al-Ju'd ibn Drhim (d. 721), Ghaylan din Damasc (d. 743) și Jahm ibn Safwan (d. 745)." Conform lui Imadalin Al Jubouri, acești gânditori au negat existența fatalismului și considerat că omul este responsabil pentru actele sale întrucât are liber arbitru. De asemenea, acești gânditori au considerat că atributele lui Allah nu pot fi cunoscute de către creaturile sale și în concepția lor Coranul a fost creat și nu este Cuvântul necreat al lui Allah. Imadaldin Al-Jubouri a inclus acest grup de gânditori în perioada timpurie a raționalismului islamic. Toți acești gânditori au fost executați. Ideile lor erau contrare dogmei islamice.

## Conflictul cu guvernarea omeiadă
Jahm bin Safwan a avut conflict cu NasÂr b. Sayyard, ultimul guvernator omeiad. A fost apropiat de Al-Hāret b. Sorayj. Acesta din urmă, deși era arab, susținea necesitatea unui tratament just al mawāli și al neofiților. Mawālá (singular) și mawāli (plural) sunt termenii în limba arabă prin care arabii se adresau nearabilor liberi în perioada dinastiei omeiade și abbaside. Al-Hāret b. Sorayj a condus o rebeliune în 116/734. Jahm bin Safwan a trebuit să citească programul politic al lui Al-Hāret b. Sorayj susținătorilor acestuia. Se pare că Jahm bin Safwan a fost scrib al lui Al-Hāret b. Sorayj și că el a compus acest text al programului politic. Conform istoricului Mohammad ibn Jarir al-Tabari, Al-Hāret b. Sorayj a făcut negocieri cu guvernul omeiad și a propus o šurā, un referendum al populației. Acesta nu s-a realizat, dar nu din cauză că NasÂr b. Sayyard a refuzat să accepte, dar din cauza altui eveniment semnificativ: Al-Hāret b. Sorayj a fost ulterior implicat într-o dispută inter-tribală cu Jaday’ al Kermāni, acesta l-a ucis pe Al-Hāret b. Sorayj într-o bătălie. Jahm bin Safwan a rămas fără protector și a fost prins, ajuns la Salm b. Ahwaz al Māzni al-Tamimi, șeful forțelor de poliție ale guvernului. Jahm bin Safwan a fost executat, în ciuda faptului că era atașat de fiul lui Salm. Al-Hāret b. Sorayj a susținut egalitatea dintre arabi și neofiți, adică iranieni și turci. Această concepție a fost receptată ca Murji’ism, așa reiese din poemul lui NasÂr b. Sayyard din anul 117, menționat de istoricul al-Tabari. Aceasta implică faptul că actul credinței al unui convertit îi dă acestuia toate beneficiile de care se bucură un musulman. Se consideră că Jahm ibn Safwan a dezvoltat definiția minimală pentru acest scop: Credința este deja obținută recunoscându-l pe Dumnezeu în inimă, fără eqrār, adică fără exprimarea în vorbirea arabă corectă. În realizarea acestei concepții au avut un rol și necesitățile politice.

## Posibilitatea influenței gecești
În cartea „Reason and Tradition in Islamic Ethics”, George F. Hourani a analizat relația dintre gândirea islamică și filosofia greacă și, în acest conext, a menționat: „Nici o urmă de elenism nu poate fi detectată la fondatorii Mu’tazilismului, Wāsil și ‘Amr și acest lucru este de așteptat din perspectiva ignoranței generale a gândirii grecești în islamul din perioada acestora. Dar o descoperire surprinzătoare a fost făcută cu privire la un teolog musulman contemporan cu ei, Jahm ibn Safwan (d. 746). Richard Frank a arătat structura neoplatonică a gândirii lui până la un grad care poate fi considerat cu greu accidental. Jahm nu este considerat a fi printre Mu’taziliți, dar a fost apropiat de ei, astfel încât neoplatonismul lui deschide posibilitatea influenței grecești asupra celui mai timpuriu dintre Mu’taziliți. Totuși nu este nici o dovadă pentru aceasta.”